# Мірошниченко Дмитро Андрійович
Дмитро Мірошниченко (каз. Дмитрий Мирошниченко, нар. 26 лютого 1992, Актобе) — казахський футболіст, захисник клубу «Тобол» (Костанай).
Виступав, зокрема, за клуби «Кубань» та «Актобе», а також національну збірну Казахстану.

## Клубна кар'єра
Народився 26 лютого 1992 року в місті Актобе. Вихованець футбольної школи клубу «Кубань». Дорослу футбольну кар'єру розпочав 2009 року в основній команді того ж клубу, проте не взяв участі в матчах чемпіонату. 
Згодом привернув увагу представників рідного міста, зокрема тренерського штабу клубу «Актобе», до складу якого приєднався 2011 року. Відіграв за команду з Актобе наступні чотири сезони своєї ігрової кар'єри.
До складу клубу «Тобол» (Костанай) приєднався 2016 року. Станом на 30 травня 2018 року відіграв за команду з Костаная 64 матчі в національному чемпіонаті.

## Виступи за збірну
У 2014 році дебютував в офіційних матчах у складі національної збірної Казахстану.

## Титули і досягнення
- Чемпіон Казахстану (2):

«Астана»: 2013
«Тобол»: 2021
- Володар Суперкубка Казахстану (3):

«Астана»: 2014
«Тобол»: 2021, 2022